# De analysi per aequationes numero terminorum infinitas
De analysi per aequationes numero terminorum infinitas (o sobre l'anàlisi per sèries infinites, sobre l'anàlisi per equacions amb un nombre infinit de termes, o sobre l'anàlisi mitjançant equacions d'un nombre infinit de termes, és una obra matemàtica d'Isaac Newton.
Composta el 1669, probablement a mitjan aquell any, a partir d’idees que Newton havia adquirit durant el període 1665-1666. Newton va escriure:
| « | I qualsevol que siga l'anàlisi comú que es realitze mitjançant procediments d'equacions d'un nombre finit de termes (sempre que es puga fer), aquest nou mètode sempre pot realitzar el mateix mitjançant infinites equacions. De manera que no he fet cap pregunta sobre donar-li el mateix nom d'anàlisi. Perquè els raonaments en això no són menys segurs que en l’altre, ni les equacions menys exactes; tot i que els mortals els poders raonables dels quals estan confinats en límits estrets, no podem expressar ni concebre els termes d’aquestes equacions per saber exactament des d’allà les quantitats que volem. Per concloure, podem justament considerar que pertànyer a l '"Art analític", amb l'ajut del qual es poden determinar exactament i geomètricament les àrees i longituds, etc... de les corbes. Newton | » |

L'explicació es va escriure per posar remei a les febleses aparents de la sèrie logarítmica[sèrie infinita per a
{\displaystyle \log(1+x)}], que s'havia tornat a publicar a causa de Nicolaus Mercator, o mitjançant l’impuls d'Isaac Barrow el 1669, per constatar el coneixement de l’autoria prèvia d’un mètode general de sèries infinites. L'escriptura es va difondre entre els estudiosos com a manuscrit el 1669, inclòs John Collins, un intel·ligent matemàtic per a un grup de matemàtics britànics i continentals. per un grup de matemàtics britànics i continentals. La seva relació amb Newton com a informador va resultar fonamental per aconseguir el reconeixement de Newton i el contacte amb John Wallis a la Royal Society. Tant Cambridge University Press com la Royal Society van rebutjar el tractat de publicar-lo, publicant-lo a Londres el 1711 per William Jones, i de nou el 1744, com Methodus fluxionum et serierum infinitarum cum eisudem applicatione ad curvarum geometriam' a en Opuscula mathematica, philosophica et philologica per Marcum-Michaelem Bousquet en aquell temps editat per Johann Castillioneus.